# Simple Twist of Fate
Pistes de Blood on the Tracks
Tangled Up in Blue
(1) You're a Big Girl Now
(3)
Simple Twist of Fate est une chanson de Bob Dylan figurant sur l'album Blood on the Tracks enregistré en 1975.
La chanson a été reprise par Joan Baez et Jerry García dans de nombreux concerts.